# موران (وایومینگ)
موران (به انگلیسی: Moran) یک منطقهٔ مسکونی در ایالات متحده آمریکا است که در شهرستان تتون، وایومینگ واقع شده‌است. موران ۲٬۰۵۷٫۱۲ متر بالاتر از سطح دریا واقع شده‌است.